# Arrissoules

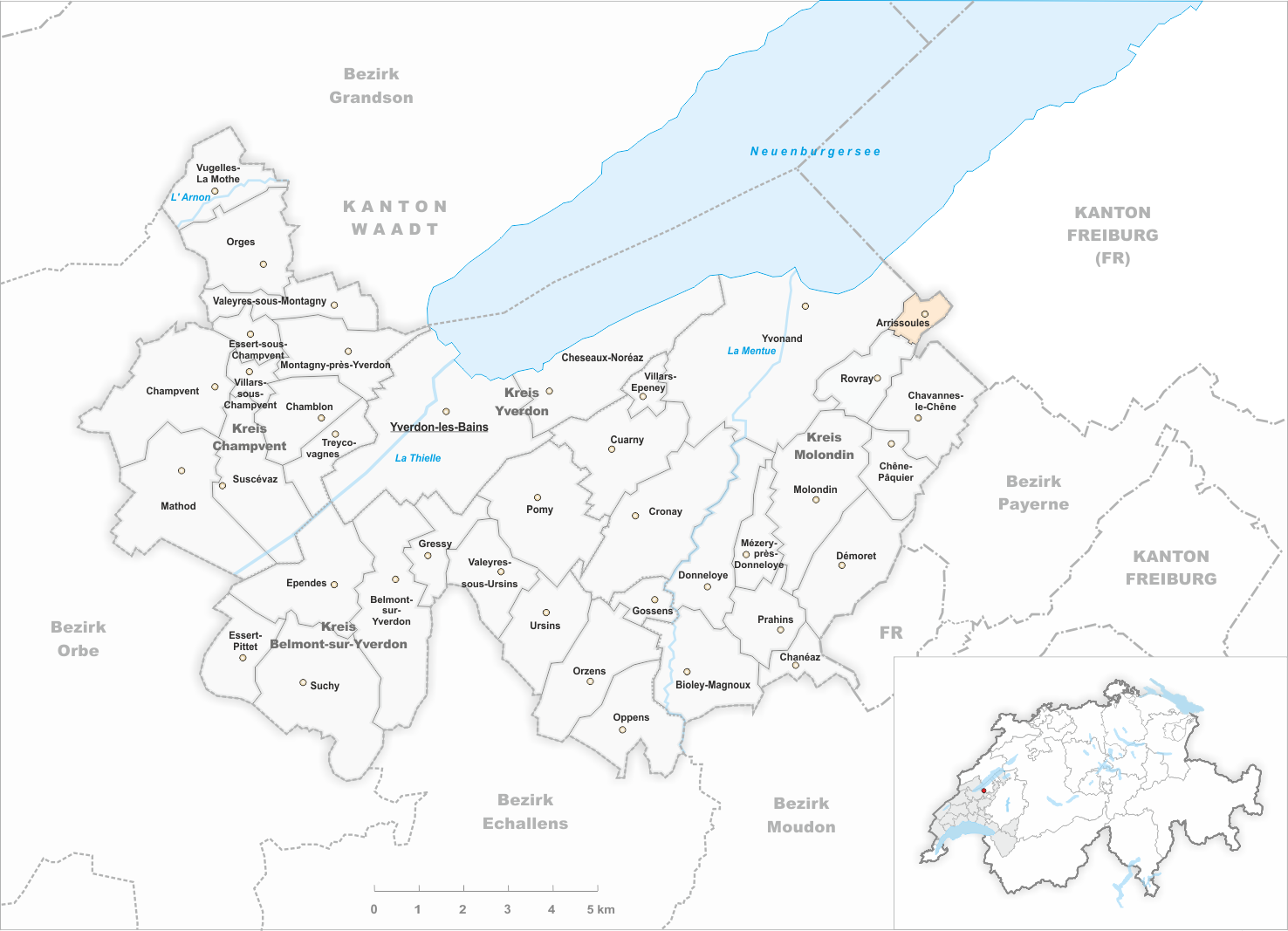
Gemeindestand vor der Fusion am 1. Januar 2005

Arrissoules ist eine Ortschaft und früher selbständige politische Gemeinde im Distrikt Yverdon des Kantons Waadt in der Schweiz. Am 1. Januar 2005 wurde Arrissoules nach Rovray eingemeindet.

## Geographie
Arrissoules liegt auf 641 m ü. M., 11 km östlich der Bezirkshauptstadt Yverdon-les-Bains (Luftlinie). Das kleine Bauerndorf erstreckt sich auf einer Geländeterrasse im Molassehügelland des nördlichen Waadtländer Mittellandes. Im Norden beginnt unterhalb des Dorfes das steil zum Neuenburgersee abfallende Tal Le Pissiau. Südlich des Ortes steigt das Gelände zur Waldhöhe von Les Râpes (698 m ü. M.) an. Die ehemalige Gemeindefläche betrug nur gerade 0,85 km².

## Bevölkerung
Mit 37 Einwohnern (Ende 2000) gehörte Arrissoules vor der Fusion mit Rovray zu den kleinsten Gemeinden des Kantons Waadt. Die Bevölkerungszahl des Ortes belief sich 1900 noch auf 76 Einwohner. Nachdem die Bevölkerung bis 1980 um mehr als zwei Drittel auf 26 Personen abgenommen hatte, wurde seither wieder eine leichte Bevölkerungszunahme registriert.

## Wirtschaft
Arrissoules lebt noch heute hauptsächlich von der Landwirtschaft, insbesondere vom Ackerbau und von der Viehzucht. Ausserhalb des primären Sektors gibt es keine Arbeitsplätze im Dorf.

## Verkehr
Das Dorf liegt abseits der grösseren Durchgangsstrassen, ist aber von Yvonand leicht erreichbar und besitzt zu gewissen Tageszeiten eine Busverbindung zum Bahnhof von Yvonand. Das Gebiet von Arrissoules wird vom über 3 km langen Tunnel d’Arrissoules der Autobahn A1 unterquert. Der Streckenabschnitt Yverdon-Payerne, und damit auch die zwei Röhren des Tunnel d'Arrissoules, wurde im Jahr 2001 eröffnet.

## Geschichte
Die erste urkundliche Erwähnung des Ortes erfolgte 1148 unter dem Namen Arresules. Im 12. Jahrhundert erschienen auch noch die Bezeichnungen Aressoles, Aresoles und Arisoles sowie 1235 Aresoules. Die Herkunft des Ortsnamens ist unklar. Vermutet wurde Ende des 19. Jahrhunderts ein Zusammenhang mit dem Wort (l)arze (Lärche; lateinisch larix).
Seit dem Mittelalter unterstand Arrissoules der Herrschaft Saint-Martin-du-Chêne. Mit der Eroberung der Waadt durch Bern im Jahr 1536 gelangte das Dorf unter die Verwaltung der Vogtei Yverdon. Noch bis in das 17. Jahrhundert profitierte Arrissoules als Station an der Strasse von Yverdon nach Payerne, die damals nicht dem Neuenburgersee entlang, sondern über die Hügel führte. Erst mit dem Bau der neuen Strasse entlang des Seeufers verlor das Dorf an Bedeutung. Nach dem Zusammenbruch des Ancien Régime gehörte Arrissoules von 1798 bis 1803 während der Helvetik zum Kanton Léman, der anschliessend mit der Inkraftsetzung der Mediationsverfassung im Kanton Waadt aufging. 1798 wurde es dem Bezirk Yverdon zugeteilt. Am 1. Januar 2005 wurde schliesslich die Fusion mit Rovray vollzogen.

## Bilder

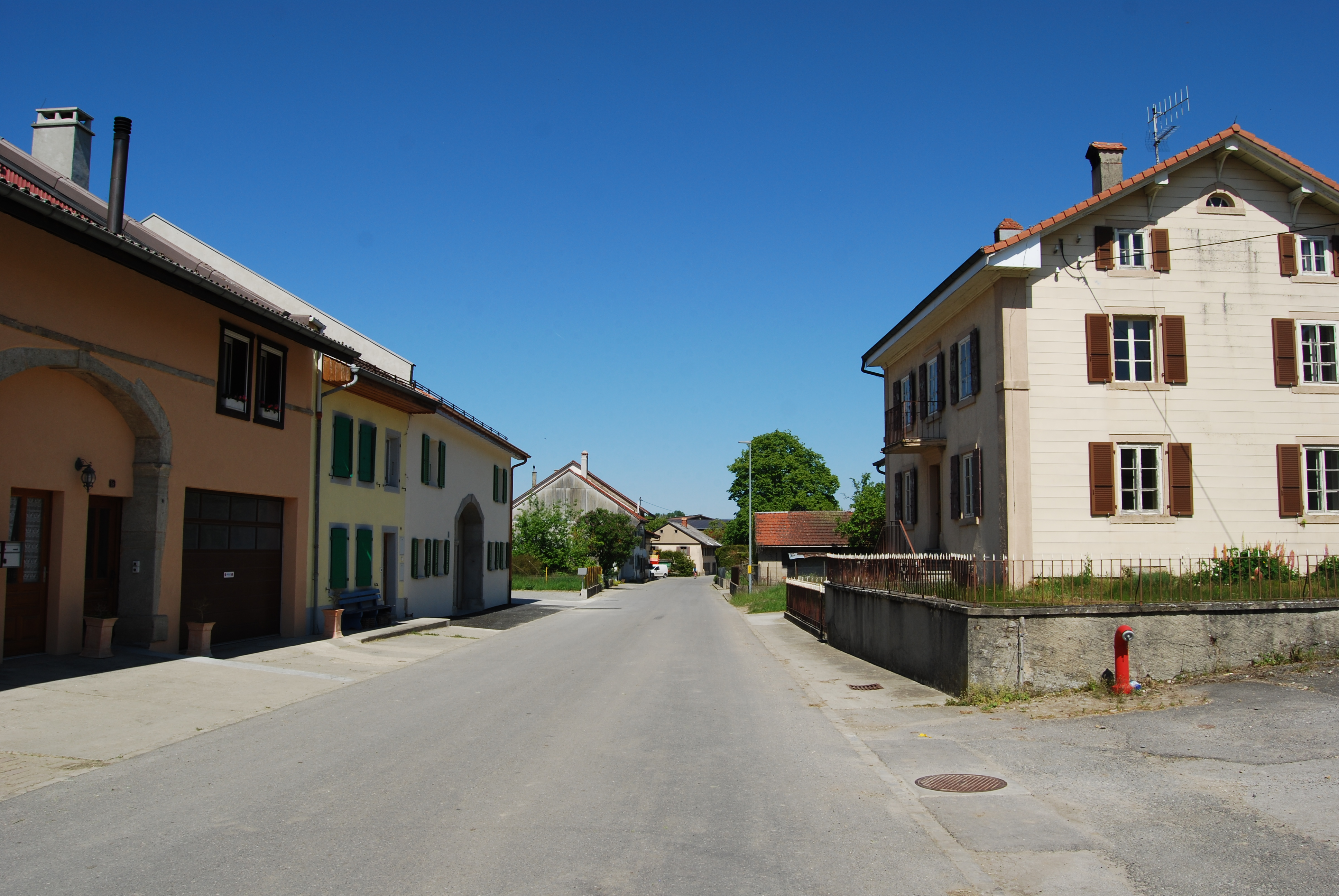
Dorfzentrum von Arrissoules
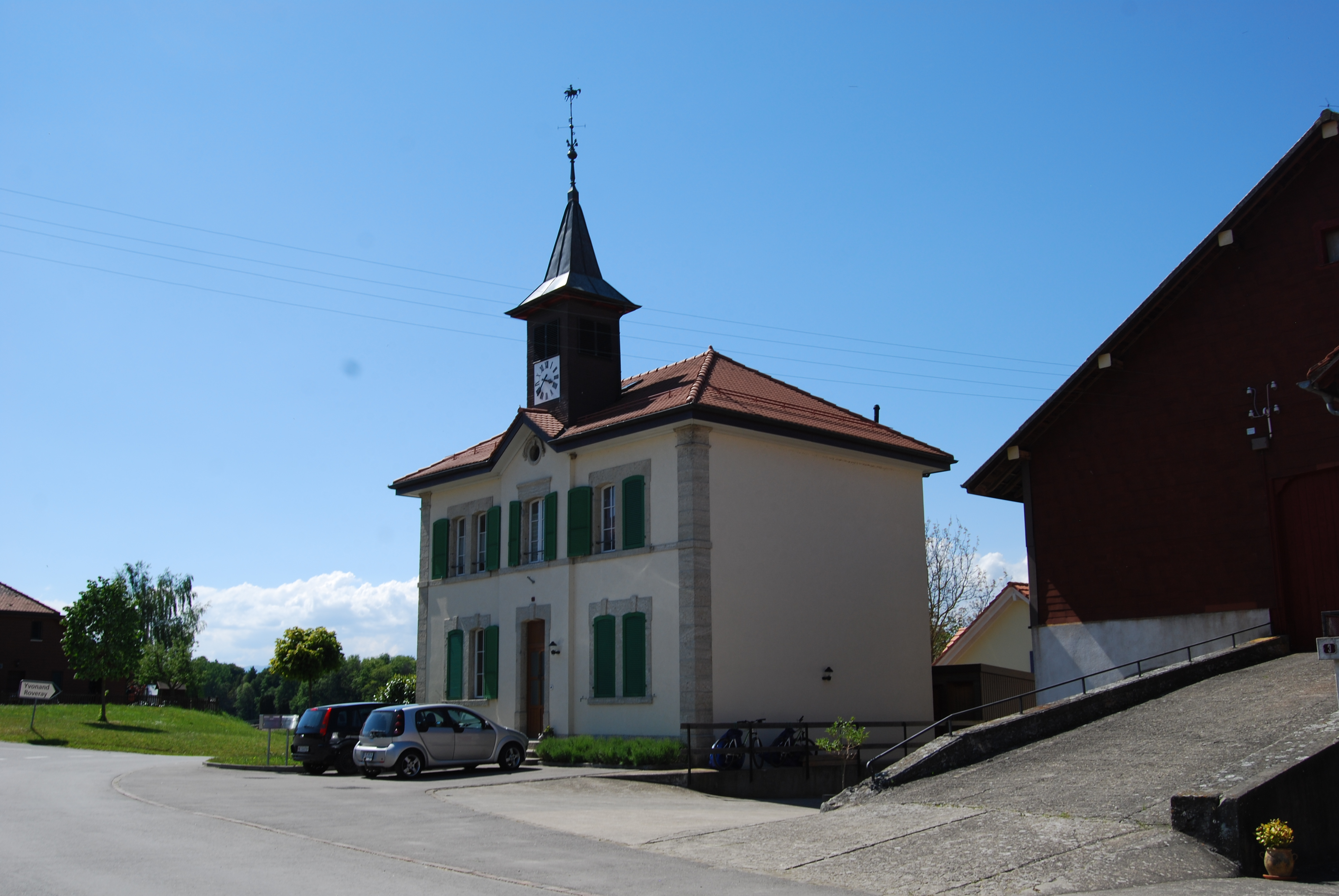
Schulhaus
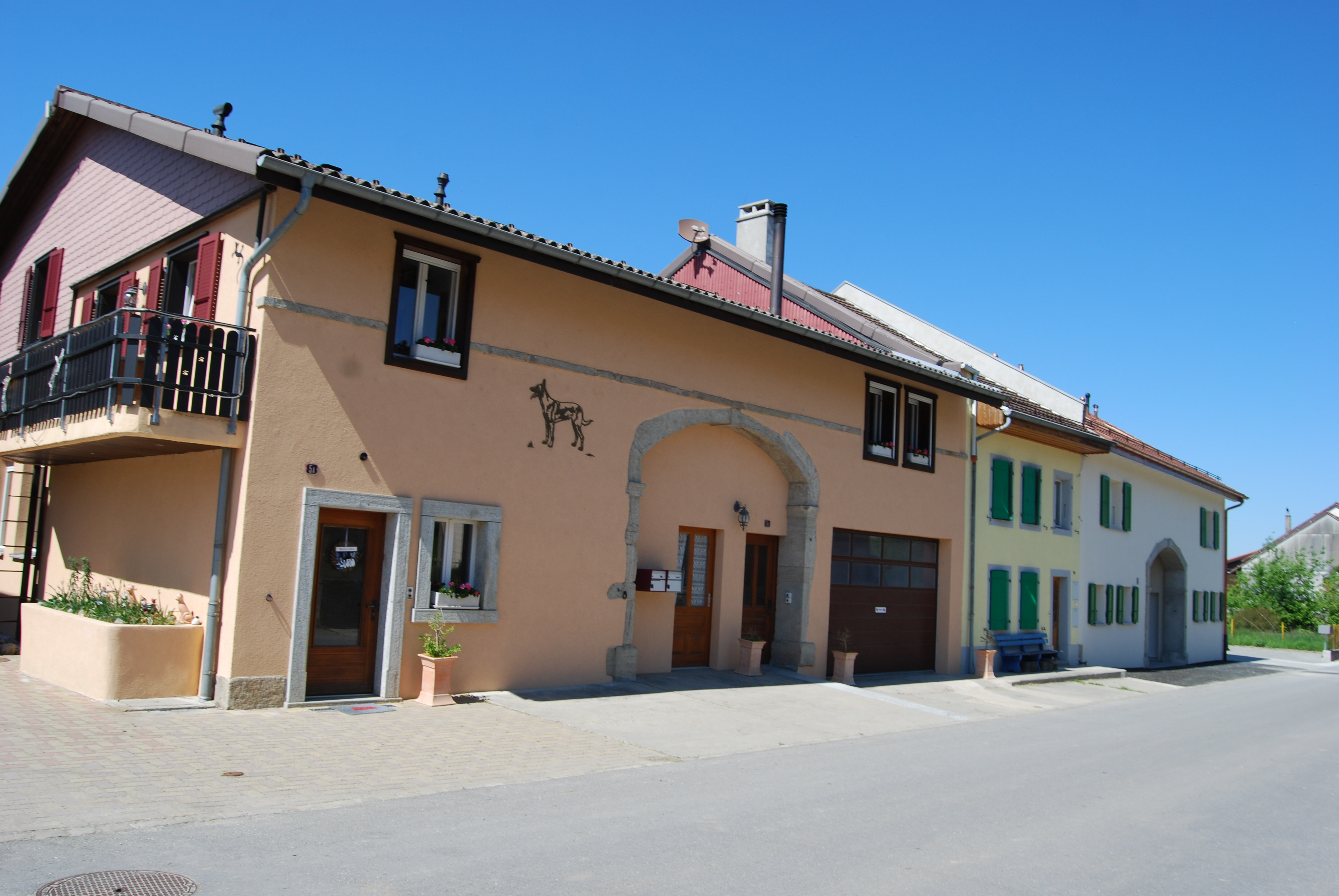
Wohnhäuser im Dorfzentrum
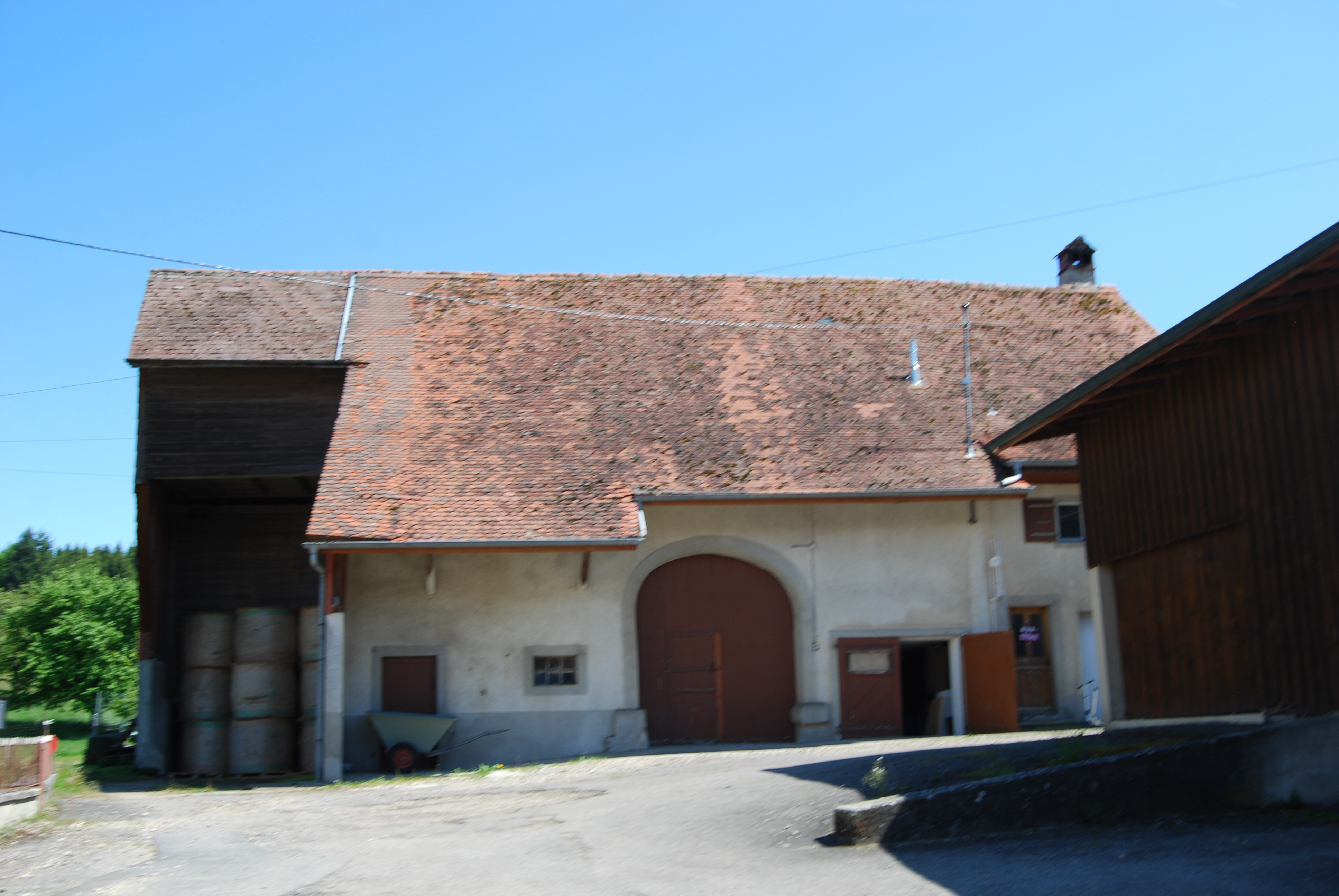
Altes Bauernhaus